# Zavydovo
Zavydovo (ukrajinsky Завидово, Дерцен, maďarsky Dávidfalva) je obec v Městské komunitě Mukačevo v Zakarpatské oblasti Ukrajiny. V roce 2025 zde žilo 1647 obyvatel.